# Бегичевский
Бегичевский — посёлок в Богородицком районе Тульской области России.
В рамках административно-территориального устройства образует Бегичевский сельский округ Богородицкого района, в рамках организации местного самоуправления является административным центром сельского поселения Бегичевское.
Население — 2278 чел. (2010).

## География
Посёлок расположен в 15 км к востоку от Богородицка, в 13 км от железнодорожной станции Жданка (на линии Ожерелье — Елец).

## История
В 1949 году поселок угольных шахт № 1÷4 Богородицкого района был отнесён к категории рабочих посёлков с присвоением ему имени Бегичевский. По сообщениям местных жителей сельское поселение на месте нынешнего посёлка существовало и ранее 1949 года под названием деревня Живодёровка. В 1910-х — 1920-х годах в районе современной улицы Энгельса, территориально относившейся к деревне Балахна, существовал детский приют, открытый помещицей А. А. Крыловой. На территории приюта находилась церковь Рождества Богородицы, построенная в 1916 году. Недалеко располагалась часовня, освященная в 1915 году. Здания приюта, церкви и часовни не сохранились (развалины заросли в 1990-е годы, находятся на улице Энгельса между домами 2 и 4). В народе приют назывался «монастырем», из-за чего позже, после его разрушения, бытовало мнение о существовании в деревне православного монастыря в исконном смысле этого слова.
В 1950—1980-е годы основная промышленность посёлка была представлена кирпичным заводом и близлежащей угольной шахтой № 10, швейная фабрика «Смена», так же были столовая № 12, ситровой цех, которые в настоящее время тоже не функционируют. Также ранее в посёлок проходила узкоколейная железная дорога, которая к настоящему времени почти полностью разобрана.
В 2005 году Бегичевский лишился статуса посёлка городского типа и стал центром Бегичевского сельского поселения. В состав посёлка был включён близлежащий посёлок Красницкий в статусе микрорайона.

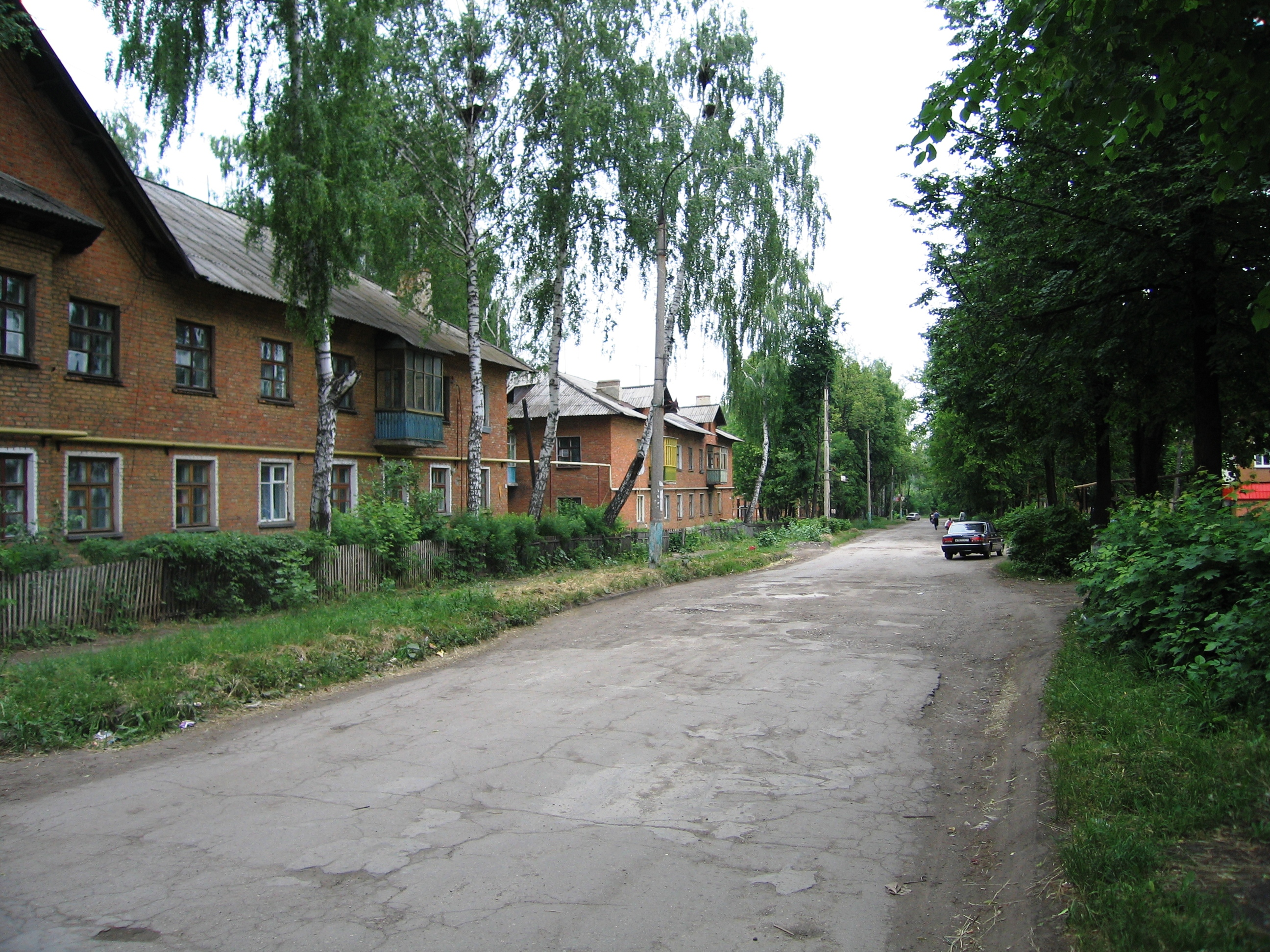
Улица Пушкинская
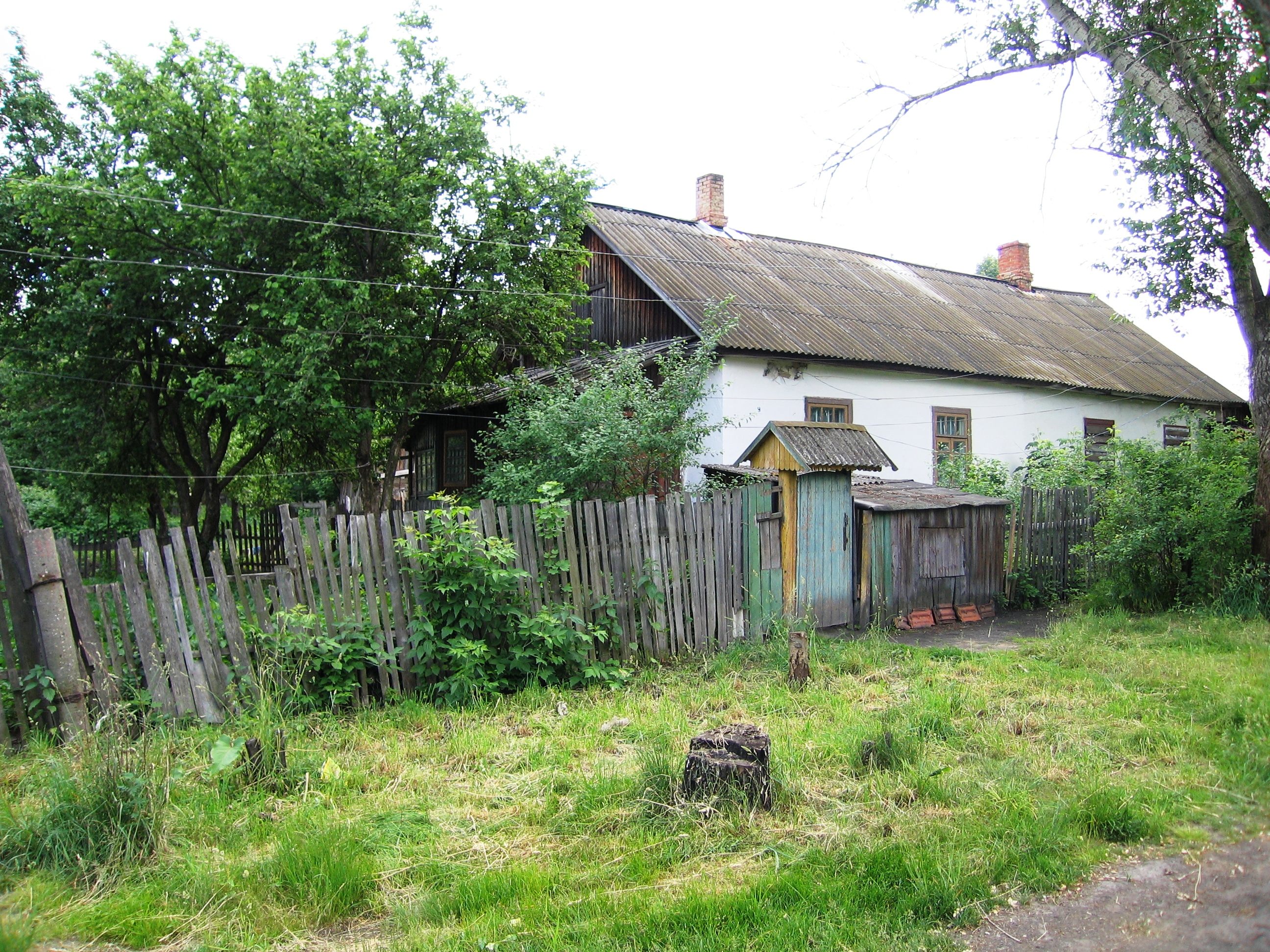
Типичный поселковый дом 1950-х годов
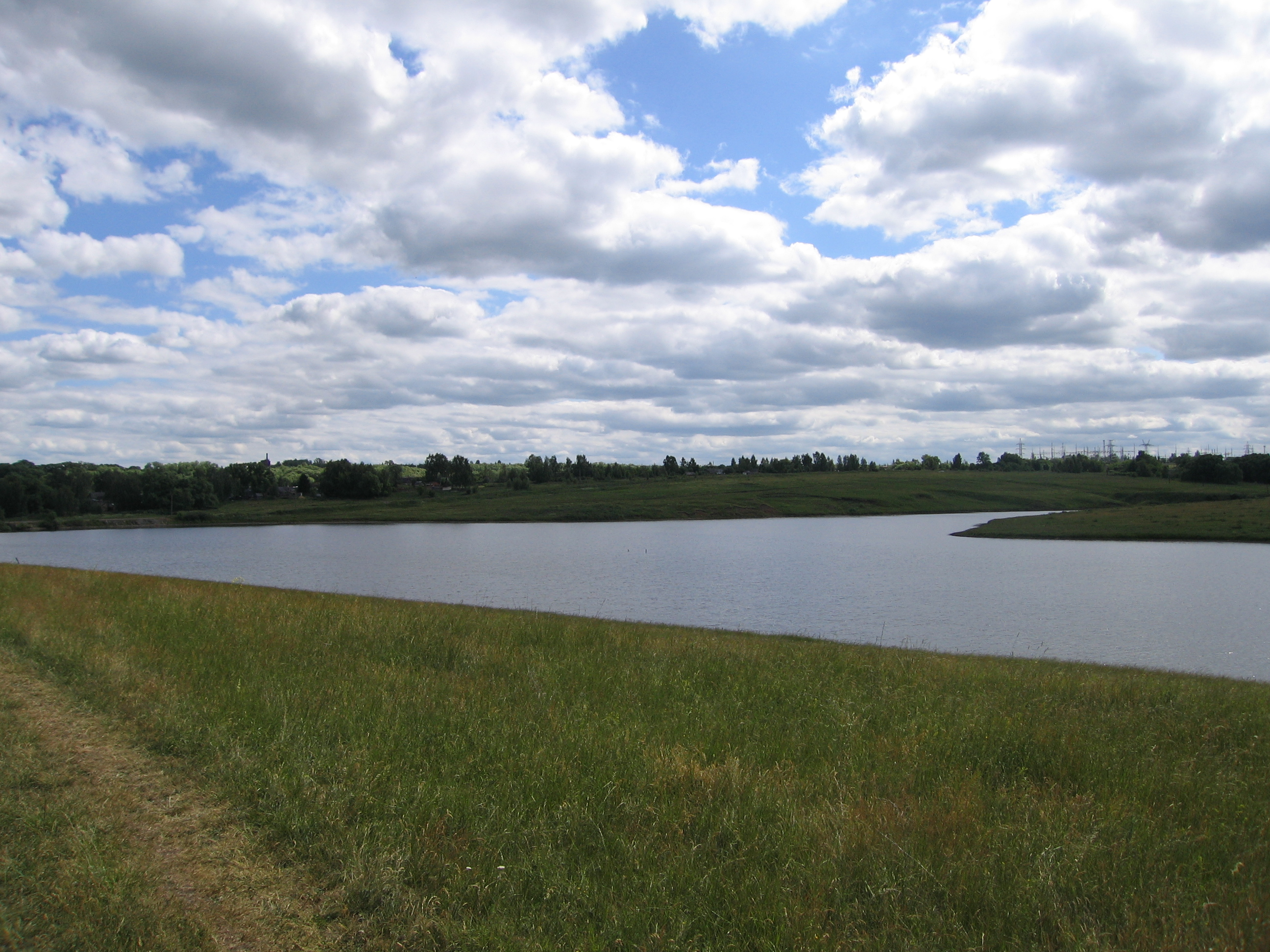
Пруд Балахна

## Население
| 1959 | 1970  | 1979  | 1989  | 2002  | 2010  |
| ---- | ----- | ----- | ----- | ----- | ----- |
| 9111 | ↘6456 | ↘4245 | ↘4029 | ↘2692 | ↘2278 |

## Инфраструктура
В посёлке находится швейная фабрика, детский сад, средняя школа, дом культуры, поликлиника, дом престарелых, отделение Сбербанка, 5 продуктовых, 2 хозяйственных, промтоварный, рыболовный магазины, стадион, парикмахерская, швейное ателье.